# Ana y los lobos
Ana y los lobos es una película española de 1972 dirigida por Carlos Saura, producida por Elías Querejeta y protagonizada por Geraldine Chaplin, Fernando Fernán Gómez y Rafaela Aparicio.

## Argumento
Ana, una joven inglesa, es contratada como institutriz de unas niñas que viven en una mansión con sus padres, tíos y abuela. Ana acaba teniendo problemas con los miembros adultos de la familia, que se sienten atraídos por ella.

## Comentarios
Película cargada de simbolismo y alusiones políticas con el equilibrio justo para provocar y al mismo tiempo poder sortear la censura. Carlos Saura realizó en sus primeros trabajos una crítica demoledora de la aristocracia española del franquismo.
La escritora Elena Soriano aseguraba que la película era una adaptación libre de su novela Caza menor, publicada en 1951.

## Premios
29.ª edición de las Medallas del Círculo de Escritores Cinematográficos
| Categoría               | Premiado              | Resultado |
| ----------------------- | --------------------- | --------- |
| Mejor actor             | Fernando Fernán Gómez | Ganador   |
| Mejor actriz de reparto | Rafaela Aparicio      | Ganadora  |
| Mejor fotografía        | Luis Cuadrado         | Ganador   |

## Localizaciones de rodaje
La película se filmó en la finca histórica de El pendolero en el municipio de Torrelodones.